# Ferrovia Decauville Revine–Vergoman
| Decauville-Gleise |                     |                                |                                |
| Streckenlänge: | 15,3 km             |                                |                                |
| Spurweite: | 600 mm (Schmalspur) |                                |                                |
| |                     |                                |                                |
| \| \| \| Sacile \| \| \| \| \| Sant’Andrea in Vittorio Veneto[3] \| \| \| \| 0,0 \| Revine Lago \| Revine Lago \| \| \| 10.0 \| Cison di Valmarino \| Cison di Valmarino \| \| \| 12,0 \| Follina \| Follina \| \| \| 14,7 \| Miane \| Miane \| \| \| 15,3 \| Vergoman \| Vergoman \| \| \| \| Pieve di Soligo \| \| \| \| \| Conegliano \| \| |                     |                                |                                |
| Kopfbahnhof Streckenanfang (Strecke außer Betrieb) |                     | Sacile                         | Sacile                         |
| Haltepunkt / Haltestelle (Strecke außer Betrieb) |                     | Sant’Andrea in Vittorio Veneto | Sant’Andrea in Vittorio Veneto |
| Bahnhof (Strecke außer Betrieb) | 0,0                 | Revine Lago                    | Revine Lago                    |
| Haltepunkt / Haltestelle (Strecke außer Betrieb) | 10.0                | Cison di Valmarino             | Cison di Valmarino             |
| Haltepunkt / Haltestelle (Strecke außer Betrieb) | 12,0                | Follina                        | Follina                        |
| Haltepunkt / Haltestelle (Strecke außer Betrieb) | 14,7                | Miane                          | Miane                          |
| Bahnhof (Strecke außer Betrieb) | 15,3                | Vergoman                       | Vergoman                       |
| Haltepunkt / Haltestelle (Strecke außer Betrieb) |                     | Pieve di Soligo                | Pieve di Soligo                |
| Kopfbahnhof Streckenende (Strecke außer Betrieb) |                     | Conegliano                     | Conegliano                     |

Die Ferrovia Decauville Revine–Vergoman war eine 1918 verlegte, etwa 15,3 km lange Decauville-Feldbahn mit 600 mm Spurweite in Nordost-Italien an der Grenze zwischen den Regionen Friaul-Julisch Venetien und Venetien (Provinz Treviso).

## Lage
Die Strecke bestand aus fliegendem Gleis, d. h. vorgefertigten 5 m langen Gleisjochen aus Vignolschienen auf Stahlschwellen. Sie war wohl eine Verlängerung der Decauville-Bahn von Sacile über Sant’Andrea in Vittorio Veneto nach Revine Lago. Ab Revine Lago verlief sie über Miane, Follina und Cison di Valmarino nach Vergoman. Von dort gab es eine Feldbahnstrecke über Pieve di Soligo nach Conegliano.

## Geschichte
Die Decauvillebahn Revine–Vergoman wurde Anfang 1918 im Ersten Weltkrieg von der österreichisch-ungarischen Armee gebaut, um Verpflegung, Waffen und Munition an die neue Front zu transportieren, die sich nach der italienischen Niederlage in der Zwölften Isonzoschlacht (24. bis zum 27. Oktober 1917) am Piave gebildet hatte. Während der italienischen Offensive Ende Oktober 1918, der sogenannten Schlacht von Vittorio Veneto, fiel die Bahn nach dem Gefecht bei Revine am 30. Oktober 1918 in italienische Hände. Am 4. November 1918 endete mit Inkrafttreten des Waffenstillstands von Villa Giusti der Krieg.
Während des Rückzugs wurden wohl Teile der Bahn und der Schienenfahrzeuge im See versenkt, wo sie anfangs noch von Tauchern gefunden werden konnten, bevor sie von Sedimenten und Schlamm bedeckt wurden. Ein Teil der Schienen wurde abgebaut und nach Vittorio Veneto gebracht, wo sie z. B. als Stützbalken eines Kellers zum Teil noch erhalten sind. Einige Gleisjoche der Decauvillebahn sollen gelegentlich noch bei Niedrigwasser im Sommer bei den Pfahlbauten von Fratta sichtbar sein. Vermutlich wurden sie dort in der Nachkriegszeit bei Bauarbeiten wiederverwendet.